# Feuchtwiesen Axtbachniederung
Koordinaten: 51° 55′ 32″ N, 8° 9′ 5″ O
Das Naturschutzgebiet Feuchtwiesen Axtbachniederung liegt auf dem Gebiet der Gemeinde Beelen im Kreis Warendorf in Nordrhein-Westfalen. Das rund 43,95 ha große Gebiet, das im Jahr 1988 unter der Schlüsselnummer WAF-002 unter Naturschutz gestellt wurde, erstreckt sich östlich des Kernortes Beelen entlang des Axtbaches. Südlich des Gebietes verläuft die B 64 und erstreckt sich das rund 148 ha große Naturschutzgebiet Beelener Mark.